# 로버트 스키델스키

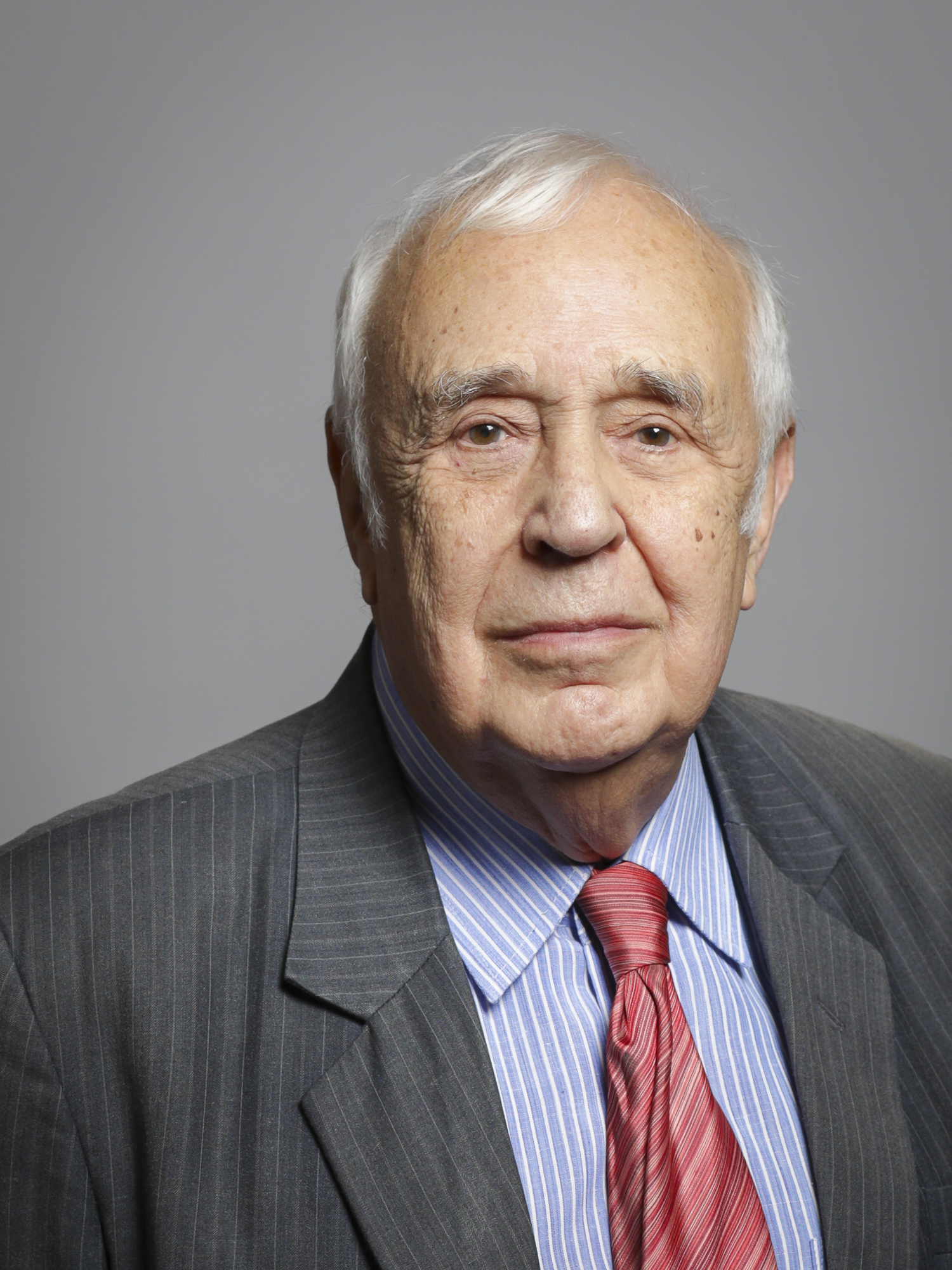

로버트 스키델스키(Robert Skidelsky, 1939년 4월 25일 ~ )는 영국의 경제사학자다.그는 영국 경제학자 존 메이너드 케인스(1883~1946)의 전기의 저자로 알려져 있다.
영국 아카데미에서 2년간의 연구 펠로우십을 하는 동안 스키델스키는 오스왈드 모슬리의 전기(1975년 출판)에 대한 작업을 시작했다. 1970년 존스 홉킨스 대학의 고등 국제학 학교에서 역사학 부교수가 되었다. 그러나 모슬리의 전기 출판을 둘러싼 논란은 존스 홉킨스 대학이 그의 임기를 거부하도록 이끌었다. 옥스퍼드 대학도 그에게 영구적인 자리를 주고 싶지 않다는 것이 증명되었다.
1976년부터 1978년까지 스키델스키는 역사, 철학 및 유럽 연구 교수였다. 1978년 스키델스키는 1990년 정치경제학과 교수로 경제학과에 들어갔지만 그 후 남아 있는 워릭 대학교의 국제학 교수로 임명되었다. 그는 런던 메트로폴리탄 대학의 글로벌 정책 연구소의 교수로 임명되었다. 그는 1994년 영국 아카데미의 펠로우로 선출되었다.
그의 명성을 높게 해준 것은 존 메이너드 케인스의 전기였다.